# China-Rundfahrt
Die China-Rundfahrt war ein Etappenradrennen, das von 1995 bis 2019 jährlich in der Volksrepublik China gestartet wurde.
Die Erstaustragung des Rennens verlief über vier Etappen. 2010 wurden sieben und 2011 wurden neun Etappen gefahren. Bis 2010 gehörte der Wettbewerb zu der UCI-Kategorie 2.2 danach zur Kategorie 2.1.
Ab 2012 wurden zwei Etappenrennen mit dem Namen Tour of China kurz hintereinander ausgetragen. Als Unterscheidung wurden die Zusätze I und II verwendet.
Die vorerst letzte Ausgabe der China-Rundfahrt fand 2019 statt. Wegen der in Folge der COVID-19-Pandemie geschlossenen Grenzen Chinas wurde die Rundfahrt seitdem nicht mehr ausgetragen.

„Das war in der Tat so, dass wir am helllichten Tag die Sonne wie durch den Nebel gesehen haben. Durch die Luftverschmutzung. …“

## Ergebnisse
Tour of China 1996 bis 2011
| - 1995 Wjatscheslaw Wladimirowitsch Jekimow - 1996 Michael Andersson - 2002 Makoto Iijima - 2003 Yoshiyuki Abe | - 2004 Kōji Fukushima - 2005 Andrei Misurow - 2010 Dirk Müller - 2011 Murodjon Xolmurodov |

| Tour of China I - 2012 Martin Pedersen - 2013 Kirill Posdnjakow - 2014 Kamil Grądek - 2015 Daniele Colli - 2016 Raffaello Bonusi - 2017 Liam Bertazzo - 2018 Juan Sebastian Molano - 2019 Jeroen Meijers | Tour of China II - 2012 Stefan Schumacher - 2013 Alois Kaňkovský - 2014 Boris Schpilewski - 2015 Mattia Gavazzi - 2016 Marco Benfatto - 2017 Kevin Rivera - 2018 Alejandro Marque - 2019 Lyu Xianjing |